# Steinsdorf (Weida)
Steinsdorf ist ein Ortsteil der Stadt Weida im Landkreis Greiz in Thüringen, etwa zwei Kilometer südlich von Weida.

## Geographie
Steinsdorf befindet sich im Osten von Thüringen und liegt ca. 15 Kilometer südlich von Gera. Steinsdorf selbst liegt in landschaftlicher schöner Lage auf einem schrägen Höhenzug, der sich am Rande des Weidatals empor zieht. Rings um den Ort breiten sich große Feld- und Wiesenflächen, eingerahmt von Mischwäldern.

## Geschichte
Steinsdorf wurde am 4. Oktober 1209 das erste Mal urkundlich (Ausstattungsurkunde des Klosters Mildenfurth) unter dem Namen Stenszdorff erwähnt. Dieses Datum bestätigt Kahl. Dieser Name leitet sich von dem altslawischen Begriff stene ab, was so viel bedeutet wie „junger Hund“. Steinsdorf war demnach wohl eine Siedlung der Hundezüchter für die herrschaftlichen Jagdhunde. In der Ausstattungsurkunde wurden damals als Bewohner vier Pächter genannt. Daraus lässt sich schließen, dass die Siedlung schon länger vorher existiert hat. Es gab aber auch eine Mühle an der Weida, deren Müller 1485 erstmals lobend genannt worden ist, weil er den Müller der Katschmühle mit einem Ölstempel half. Das Mühlenhaus der Nattermühle wurde Raub der Flammen im Jahr 1902. Nach der Wiedervereinigung erhielt die Alteigentümerin die Anwesen zurück. Sie verpachtete die Immobilie, die nutzen Spätaussiedler und Asylbewerber.
Im Jahre 1320 wurde Steinsdorf abermals in einer Urkunde erwähnt. In dieser Urkunde bestätigte Heinrich, der Vogt zu Weida, dem Nonnenkloster zu Weida die Ausstattung des Altars in der Peterskirche mit den Zinsen aus Steinsdorf, Staitz, Großbocka und der Münze zu Weida.
Die dritte für Steinsdorf wesentliche Urkunde wurde am 21. November 1367 ausgestellt. Hier wird von einem „Cunrad von Stensdorf“ gesprochen, welcher als Ritter von Heinrich Vogt von Weida benannt wurde und welcher im Besitz des Rittergutes war. Seit damals und über die folgenden Jahrhunderte hinweg blieb der Geschlechtername „von Steinsdorf“ erhalten. Erst im Jahre 1715 kam der letzte des Geschlechts, ein „Adam Antony von Steinsdorf“, ums Leben. Eine Schwester des letzten Gutsbesitzers, Dorothea Elisabeth von Steinsdorf, war damals mit Georg Wilhelm von Müffling verheiratet. 1716 wurde der Lehensbesitz an diesen Georg Wilhelm von Müffeling übertragen. Sein Sohn Heinrich Conrad erhielt die Belehnung mit dem Gute im Jahre 1723. 1738 verkaufte man das Gut an Baron von Bardeleben, der aber bereits nach einigen Jahren Konkurs ging. Im Jahre 1750 wurde das Gut von Johann August Ernst Baron von Bardeleben gekauft. 1824 ging das Gut in den Besitz von Hauptmann Hans Carl von Görschen über. Ab 1886 gehörte das Gut durch eine Heirat der Familie Wagner. Letzter Besitzer war ab 1942 Jürgen Wagner, welcher bis zu seinem Tode 1999 in Hamburg lebte. Dieser Besitz endete mit der Enteignung im Rahmen der Bodenreform.
Seit 1991 ist Steinsdorf Mitglied der Verwaltungsgemeinschaft Leubatal. Diese wurde am 31. Dezember 2013 aufgelöst und Steinsdorf wurde gleichzeitig nach Weida eingemeindet.
Die ehemaligen Gemeinden Gräfenbrück und Loitsch (bis 30. Juni 1950 selbständig) sowie Schüptitz (am 1. Januar 1974 eingegliedert) waren Ortsteile von Steinsdorf. Alle drei ehemaligen Gemeinden und Steinsdorf befanden sich bis Ende Juni 1994 im Kreis Gera.
Steinsdorf wurde am 31. Dezember 2013 in die Stadt Weida eingegliedert.

### Kirche
- Dorfkirche Steinsdorf

### Einwohnerentwicklung
Entwicklung der Einwohnerzahl (31. Dezember):
| - 1994 - 895 - 1995 - 940 - 1996 - 934 - 1997 - 942 - 1998 - 894 - 1999 - 884 - 2000 - 768 | - 2001 - 781 - 2002 - 785 - 2003 - 905 - 2004 - 855 - 2005 - 830 - 2006 - 719 - 2007 - 695 | - 2008 - 688 - 2009 - 667 - 2010 - 668 - 2011 - 675 - 2012 - 678 |

 Datenquelle: Thüringer Landesamt für Statistik

## Politik
2004 wurde Konrad Zorn (parteilos) zum letzten Bürgermeister der Gemeinde gewählt.